# 若い力 (セガ)
若い力（わかいちから）は、株式会社セガの社歌である。1991年に制定された。作詞は当時のセガ社員であった高橋栄一、作曲は若草恵。

## 内容
社内の公募によって歌詞が選定された。歌詞中には、社是である「創造は生命（いのち）」、経営理念である「知的創造で社会に貢献」「先進技術で時代の先取」「人社一体で目標追求」のフレーズが巧みに織り込まれている。

## メディア
- 制定された1991年、非売品CDが作られ、当時の社員に配布された。135による歌唱。タイトルは『セガ社歌"若い力"』。ジャケットには旧本社ビルの写真が使用されている。
- セガの通信カラオケ「セガカラ」に収録（携帯電話向けサービスでは未収録）。曲番号は002001。
- 2001年、セガのゲームミュージックのベストアルバム『セガコン-THE BEST OF SEGA GAME MUSIC-』2タイトルの購入者プレゼントとして制作された[2]。音源は上記のものと同じで、タイトルは『セガ社歌』。
- 2014年放映のテレビアニメ『Hi☆sCoool!セハガール』にて、エンディングテーマに本曲のリミックスバージョン「若い力 -SEGA HARD GIRLS MIX-」が使用された。編曲は藤澤健至。オープニングテーマ「Blooming!!」とのカップリングでシングルCD化されたほか、アーケードゲーム『maimai ORANGE PLUS』にも収録された。
- 2021年3月24日、セガ設立60周年記念アルバム『GO SEGA -60th ANNIVERSARY Album-』に本曲が収録。市販CDには初の収録となった[3]。